# Васил Топалски
Васил Георгиев Топалски е деец на БРП (к) и партизанин от Партизански отряд „Васил Левски“ (Плевен).

## Биоргафия
Васил Топалски е роден на 17 септември 1907 г. в гр. Плевен. Активен деец на БКП от 1930 г. След преврата от 19 май 1934 г. преминава в нелегалност. Арестуван и осъден за политическа дейност по ЗЗД на 3,5 г. затвор. След освобождаването му е секретар на Окръжното ръководство на БРП (к) в гр. Плевен (1937).
Участва в Съпротивителното движение по време на Втората световна война. Преминава в нелегалност през 1941 г. и е един от първите партизани в Плевенско. 
На 30 март 1942 г. е обграден от полицията в бащината си къща в гр. Плевен. След ожесточена престрелка изгаря в подпалената от полицията къща.